# ATN Corporation
ATN Corporation (повна назва англ. American Technology Network, Corp.) — американська компанія, виробник приладів нічного бачення, тепловізорів, біноклів та тактичних ліхтарів. Заснована у 1995 році. Штаб-квартира та виробничі потужності розташовані у місті Саус-Сан-Франциско, Каліфорнія, США.

## Історія
Компанія ATN була заснована у 1995 році і стала провідною компанією у галузі технічної оптики. У компанії працює близько 350 співробітників. Річний дохід становить близько $200 млн.
Компанія є розробником цифрової інтелектуальної оптики з роздільною здатністю 4K для роботи вдень та вночі, а також тепловізійної оптики для нічних операцій. Оптика підходить для мисливців, любителів активного відпочинку, військових та правоохоронних органів. У 2012 році ATN випустила свою першу лінійку монокулярів DNV з базовою технологією Ultra Bright. Матеріали варіюються від титану, алюмінієвих сплавів авіаційної якості до ударостійких пластикових композитів. У 2018 році ATN представила лінійку виробів 4-го покоління для цифрових систем «день/ніч» та нову лінійку продуктів для теплових систем. Нові лінійки забезпечені ядром Obsidian 4 з подвійним процесором, значно покращеними можливостями обробки зображень та блискавичною продуктивністю.
Новий датчик Ultra HD та технологія двоядерного процесора пропонують обчислювальну потужність, що забезпечує якість зображення без втрати роздільної здатності аж до 10-кратного збільшення.

### Діяльність компанії в Україні
ATN є одним із найбільших постачальників тепловізорів для Збройних сил України. З початку війни в Україні (з 2014 року) ATN поставило 6900 тепловізійних прицілів, 500 біноклів та 3250 цифрових прицілів «день-ніч» (це цифровий приціл для роботи вдень, але з додатковою можливістю бачити ще в сутінках). ЗСУ отримали від компанії ATN тепловізорів на суму $13,2 млн. Вперше за історію криптовалют та ринку товарів військового призначення подібна угода відбулася з оплатою криптовалютою безпосередньо на виробника. Оскільки виробник американський, а в Америці крипта повноцінно легалізована, стало можливим оплатити поставки беспосередньо в крипті повністю в рамках законодавства України та США. Унікальність контракту в тому, що постачання оплачувалося пожертвуваннями it-підприємців, зробленими у криптовалюті, а також за рахунок благодійного внеску самої компанії ATN і приватних донорів. Розподіл коштів між учасниками угоди не розголошувалося. Отримувачем допомоги у вигляді високоточної зброї став безпосередньо Генштаб ЗСУ, ССО та ГУР. В компанії повідомили, що поставку завершено і обсяги поставки тепловізорів та іншого оптичного обладнання компанії ATN перевищують всі попередні поставки аналогічного обладнання від усіх постачальників разом з початку війни у 2014 році. Компанія через європейських партнерів також поставила тепловізорів на 3.5 мільйона доларів для криптофонда Aid For Ukraine Міністерства цифрової трансформації.
В Міністерстві цифрової трансформації підтвердили факт поставки.

## Продукція
Різноманітні прилади нічного та термального спектру бачення (окуляри, біноклі приціли та камери). Цифрові біноклі та приціли, на базі технології Obsidian Core, які мають змогу працювати як вдень так і вночі, поєднуючи у собі декілька приладів.

## Нагороди та відзнаки
- 2011 рік — Бренд року серед виробників приладів нічного бачення (англ. Nightvision Brand of the Year) за версією OpticsPlanet 2011 Brilliance Awards.[8]